# Il posto
Il posto is een Italiaanse dramafilm uit 1961 onder regie van Ermanno Olmi.

## Verhaal
Omdat zijn ouders in geldnood zitten, moet Domenico Cantoni de school verlaten en op zoek gaan naar een baantje in de grote stad. Op die manier ontmoet hij Antonietta Masetti, die in een vergelijkbare situatie verkeert. Domenico wordt loopjongen in een groot bedrijf, maar moet er vechten tegen de sleur en de verveling.

## Rolverdeling
| Acteur         | Personage          |
| -------------- | ------------------ |
| Loredana Detto | Antonietta Masetti |
| Sandro Panseri | Domenico Cantoni   |
| Corrado Aprile | Bijrol             |
| Guido Chiti    | Bijrol             |
| Tullio Kezich  | Psycholoog         |
| Bice Melegari  | Bijrol             |
| Mara Revel     | Oude vrouw         |
| Guido Spadea   | Portioli           |